# Bagaran
Bagaran (in armeno Բագարան?, in passato Haji-Bayramli) è un comune dell'Armenia di 555 abitanti (2008) della provincia di Armavir.
Situata a 5 chilometri a ovest del fiume Akhurian, è un'antica capitale dell'Armenia, Bagaran, fondata alla fine del III secolo dal re armeno Oronte II.